# Барабанюк Сергій Анатолійович
Сергі́й Анато́лійович Барабаню́к — молодший сержант Збройних сил України, учасник російсько-української війни.

## З життєпису
Мобілізований в кінці березня 2014 року. Через місяць відправили до Одеси, через 3 тижні перекинули під Олешки. А через тиждень — на Донбас; воював у складі 79-ї аеромобільної бригади. Командування кинуло на штурм Савур-Могили, техніки практично не було. 4 години чекали сигналу про настання; за цей час противник їх засік, оточив і взяв у кільце — неповні дві роти. Коли все ж таки змогли вирватися звідти, рушили в бік лісосмуги, за три кілометри від Савур-Могили; пробули там 4 дні. Згодом перекинули за 1.5 кілометра від кордону з Росією — поруч із Маринівкою. Їх знову взяли в кільце, протягом трьох тижнів обстрілювали з трьох сторін.

## Нагороди
31 жовтня 2014 року за особисту мужність і героїзм, виявлені у захисті державного суверенітету та територіальної цілісності України, вірність військовій присязі під час російсько-української війни, відзначений — нагороджений орденом «За мужність» III ступеня.